# Carol Greider
Carolyn Widney (Carol) Greider (San Diego, 15 april 1961) is een Amerikaans moleculair bioloog. In 2009 ontving ze, samen met Elizabeth Blackburn en Jack Szostak de Nobelprijs voor de Fysiologie of Geneeskunde "voor hun ontdekking hoe chromosomen worden beschermd door telomeren en het enzym telomerase". In 2006 wonnen ze samen ook al de Albert Lasker Award for Basic Medical Research.

## Biografie
Greider is de dochter van Kenneth en Jean Foley Greider. Haar moeder, die plantkundige, mycologe en genetica specialiste was, overleed in 1967 als Carolyn zes jaar oud is. Ze studeerde aan het "College of Creative Studies" van de Universiteit van Californië - Santa Barbara waar ze in 1983 haar bachelordiploma in de biologie behaald.
In 1984 ontmoet ze aan de Universiteit van Californië - Berkeley Elizabeth Blackburn en gaat als assistent voor haar werken. Samen doen ze onderzoek naar chromosomen en telomeren. Datzelfde jaar nog ontdekt ze samen met Blackburn het enzym telomerase, die telomeren bij iedere celdeling herstelt en daarmee de levensduur van de cel bepaalt. Tijdens dit onderzoek maakten ze gebruik van het modelorganisme Tethahymena, een eencellig zoetwaterprotozoa die dankzij active telemerase zichzelf oneidig kan delen. In 1987 behaalt ze haar doctoraat in moleculaire biologie met Blackburn als promotor.
Postdoctoraal onderzoek deed Greider aan het Cold Spring Harbor Laboratorium in New York bij Ronald DePinho. Hier hielp ze mee met de ontwikkeling van de eerste "knockout"-muis. In 1997 werd Greider benoemd bij het Johns Hopkins-universiteit.

## Trivia
- Bij de uitreiking van de Nobelprijs nam Greider haar kinderen mee naar de persconferentie om te benadrukken hoe belangrijk het moederschap voor haar was.[4]

1901: Behring · 
1902: Ross · 
1903: Finsen · 
1904: Pavlov · 
1905: Koch · 
1906: Golgi, Ramón y Cajal · 
1907: Laveran · 
1908: Mechnikov, Ehrlich · 
1909: Kocher · 
1910: Kossel · 
1911: Gullstrand · 
1912: Carrel · 
1913: Richet ·
1914: Bárány · 
1919: Bordet · 
1920: Krogh · 
1922: Hill, Meyerhof · 
1923: Banting, Macleod · 
1924: Einthoven ·
1926: Fibiger · 
1927: Wagner-Jauregg · 
1928: Nicolle · 
1929: Eijkman, Hopkins · 
1930: Landsteiner · 
1931: Warburg · 
1932: Sherrington, Adrian · 
1933: Morgan · 
1934: Whipple, Minot, Murphy · 
1935: Spemann · 
1936: Dale, Loewi · 
1937: Szent-Györgyi · 
1938: Heymans · 
1939: Domagk · 
1943: Dam, Doisy · 
1944: Erlanger, Gasser · 
1945: Fleming, Chain, Florey · 
1946: Muller · 
1947: C. Cori, G. Cori, Houssay · 
1948: Müller · 
1949: Hess, Moniz · 
1950: Kendall, Reichstein, Hench · 
1951: Theiler · 
1952: Waksman · 
1953: Krebs,Lipmann ·
1954: Enders, Weller, Robbins · 
1955: Theorell · 
1956: Cournand, Forssmann, Richards · 
1957: Bovet · 
1958: Beadle, Tatum, Lederberg · 
1959: Ochoa, Kornberg · 
1960: Burnet, Medawar · 
1961: Békésy · 
1962: Crick, Watson, Wilkins · 
1963: Eccles, Hodgkin, Huxley · 
1964: Bloch, Lynen · 
1965: Jacob, Lwoff, Monod · 
1966: Rous, Huggins · 
1967: Granit, Hartline, Wald · 
1968: Holley, Khorana, Nirenberg · 
1969: Delbrück, Hershey, Luria · 
1970: Katz, Euler, Axelrod · 
1971: Sutherland · 
1972: Edelman, Porter · 
1973: Frisch, Lorenz, Tinbergen · 
1974: Claude, De Duve, Palade · 
1975: Baltimore, Dulbecco, Temin ·
1976: Blumberg, Gajdusek · 
1977: Guillemin, Schally, Yalow · 
1978: Arber, Nathans, Smith · 
1979: Cormack, Hounsfield · 
1980: Benacerraf, Dausset, Snell · 
1981: Sperry, Hubel, Wiesel · 
1982: Bergström, Samuelsson, Vane · 
1983: McClintock · 
1984: Jerne, Köhler, Milstein · 
1985: Brown, Goldstein · 
1986: Cohen, Levi-Montalcini · 
1987: Tonegawa · 
1988: Black, Elion, Hitchings · 
1989: Bishop, Varmus · 
1990: Murray, Thomas · 
1991: Neher, Sakmann · 
1992: Fischer, Krebs · 
1993: Roberts, Sharp · 
1994: Gilman, Rodbell · 
1995: Lewis, Nüsslein-Volhard, Wieschaus · 
1996: Doherty, Zinkernagel · 
1997: Prusiner · 
1998: Furchgott, Ignarro, Murad · 
1999: Blobel · 
2000: Carlsson, Greengard, Kandel ·
2001: Hartwell, Hunt, Nurse · 
2002: Brenner, Horvitz, Sulston · 
2003: Lauterbur, Mansfield · 
2004: Axel, Buck · 
2005: Marshall, Warren ·
2006: Fire, Mello ·
2007: Capecchi, Smithies, Evans ·
2008: Zur Hausen, Barré–Sinoussi, Montagnier ·
2009: Blackburn, Greider, Szostak ·
2010: Edwards ·
2011: Beutler, Hoffmann, Steinman ·
2012: Gurdon, Yamanaka ·
2013: Rothman, Schekman, Südhof ·
2014: O'Keefe, Moser, Moser ·
2015: Campbell, Omura, Tu ·
2016: Osumi ·
2017: Hall, Rosbash, Young ·
2018: Allison, Honjo ·
2019: Kaelin, Ratcliffe, Semenza ·
2020: Alter, Houghton, Rice ·
2021: Julius, Patapoutian ·
2022: Pääbo ·
2023: Karikó, Weissman ·
2024: Ambros, Ruvkun
- Bibsys: 11084883
- Bibliothèque nationale de France: cb13489912k (data)
- CiNii: DA09579625
- Gemeinsame Normdatei: 139389415
- International Standard Name Identifier: 0000 0000 7142 1428
- Library of Congress Control Number: nr95042224
- National Archives and Records Administration: 10584323
- Nationale Bibliotheek van Tsjechië: xx0199469
- Nationale Bibliotheek van Israël: 987007437886605171
- Nationale Bibliotheek van Polen: a0000003258569
- Nederlandse Thesaurus van Auteursnamen: 315892846
- ORCID: 0000-0002-5494-8126
- LIBRIS: 328058
- Système universitaire de documentation: 03582378X
- Virtual International Authority File: 14925598
- WorldCat: E39PBJqbrWHKBvGg7qKRj94rMP